# Лучне сове
Лајаве сове или лучне сове (лат. Phodilus) род је сова из породице кукувија (лат. Tytonidae).
Лучне сове сличне су по изгледу осталим кукувијама, с тим што су мање, имају ушно перје и имају фацијални диск у облику латиничног слова U.

## Систематика
- Phodilus badius
- Phodilus assimilis
- Phodilus prigoginei